# Autorretrato no Ateliê (Djanira)
Autorretrato no Atelier, é um pintura a óleo sobre tela da artista brasileira Djanira da Motta e Silva (ou simplesmente, Djanira) criada em Nova York em 1945.

## Descrição e Análise
A pintura ocupa um lugar singular tanto na trajetória da artista quanto no contexto da arte brasileira do século XX.
O autorretrato ocupa um espaço relevante na produção de mulheres artistas modernistas brasileiras, e a obra de Djanira se destaca por seu caráter sóbrio e afirmativo, distanciando-se da atmosfera lírica e fantasiosa que Tarsila do Amaral, por exemplo, explora em obras como Sol Poente ou Figura Solitária (1930). Enquanto Tarsila se vale de paisagens oníricas e de composições estilizadas para sugerir um estado de espírito subjetivo — fundindo figura e paisagem — Djanira opta por uma representação direta e objetiva, que exibe não a interioridade, mas a presença concreta da artista como sujeito.
Djanira produziu vários autorretratos ao longo de sua carreira.